# Chlorek baru
Chlorek baru, BaCl2 — nieorganiczny związek chemiczny, sól kwasu solnego i baru. Jeden z odczynników w chemii analitycznej. Krystalizuje jako BaCl2·2H2O i, podobnie jak inne sole baru, barwi płomień na zielono.

## Otrzymywanie
Chlorek baru otrzymuje się w reakcji wodorotlenku baru Ba(OH)2 lub węglanu baru BaCO3 (występującego w przyrodzie jako minerał witeryt) z kwasem solnym. Na skalę przemysłową chlorek baru otrzymuje się z barytu w dwustopniowym procesie:
BaSO4 + 4C → BaS + 4 CO↑
BaS + CaCl2 → BaCl2 + CaS

## Zastosowanie
Chlorek baru jest wykorzystywany jako odczynnik przy wykrywaniu siarczanów. W przemyśle stosuje się go w obróbce cieplno-chemicznej stopów żelaza, do produkcji barwników oraz sztucznych ogni.

## Toksyczność
Chlorek baru jest silną trucizną.